# Холуная (приток Вятки)

Холуная — река в России, протекает в Омутнинском районе Кировской области. Устье реки находится в 1266 км по левому берегу реки Вятки. Длина реки составляет 10 км.
Исток реки на Верхнекамской возвышенности в 8 км к востоку от посёлка Струговский (Шахровское сельское поселение) и в 18 км к юго-востоку от города Омутнинск. Течёт на северо-восток по ненаселённому лесу, впадает в Вятку напротив деревни Загарье (Залазнинское сельское поселение).

## Данные водного реестра
По данным государственного водного реестра России относится к Камскому бассейновому округу, водохозяйственный участок реки — Вятка от истока до города Киров, без реки Чепца, речной подбассейн реки — Вятка. Речной бассейн реки — Кама.
По данным геоинформационной системы водохозяйственного районирования территории РФ, подготовленной Федеральным агентством водных ресурсов:
- Код водного объекта в государственном водном реестре — 10010300212111100029775
- Код по гидрологической изученности (ГИ) — 111102977
- Код бассейна — 10.01.03.002
- Номер тома по ГИ — 11
- Выпуск по ГИ — 1